# Giorgetto Giugiaro
 (juillet 2022).
Si vous disposez d'ouvrages ou d'articles de référence ou si vous connaissez des sites web de qualité traitant du thème abordé ici, merci de compléter l'article en donnant les références utiles à sa vérifiabilité et en les liant à la section « Notes et références ».

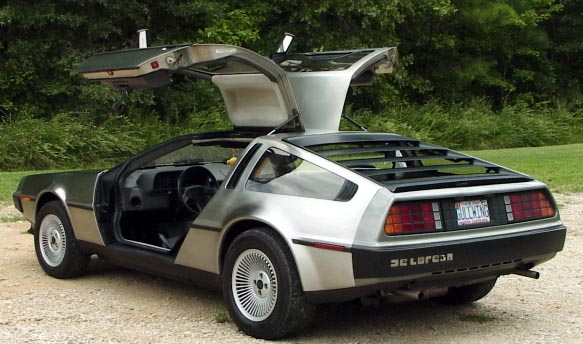
La DeLorean DMC-12.

Giorgetto Giugiaro, né le 7 août 1938, à Garessio, dans la province de Coni, au Piémont, est un designer automobile italien parmi les plus prolifiques de l'histoire de cette industrie.

## Biographie
En 1952, sa famille se déplace à Turin, Giorgetto a 14 ans. Il y poursuivra ses études, se spécialisant dans le dessin technique et les beaux arts.
À 17 ans, il est recruté par l'ingénieur Dante Giacosa et intègre le Centro Stile du géant de l'automobile turinoise Fiat.
L'étape suivante sera décisive dans sa carrière : en 1959, le célèbre carrossier Nuccio Bertone recrute le jeune dessinateur de 21 ans dans son bureau d'études, il y restera un peu plus de cinq ans jusqu'en novembre 1965, avant de rentrer chez un autre grand carrossier italien, Ghia.
L'année 1968 marquera son lancement dans le monde de l'entreprise avec la création de son bureau de design Italdesign. Avec cette société il se fixe comme objectif de fournir à l'industrie automobile des services complets, de la conception de nouvelles voitures aux premiers essais, ainsi qu'une assistance dans tous les domaines. Depuis, la société s'est déplacée de Turin à Moncalieri.
La structure de la société s'est transformée en holding avec des filiales dont Giugiaro Design fait partie et dont l'activité n'est pas limitée au seul secteur automobile mais s'est énormément diversifiée vers tous les domaines de l'industrie, là où le design des produits est devenu important. En 2010, le Groupe Volkswagen achète 90,1 % des parts de Italdesign Giugiaro S.p.A..
En 2015, il cède le restant de ses parts et crée avec son fils l'entreprise GFG Style offrant, aux constructeurs automobile, une multitude de services dans le domaine de la conception.
Giorgetto Giugiaro a reçu de nombreux prix et décorations pour son activité et a notamment été élevé au rang de « Cavaliere del lavoro » (« Chevalier du travail ») dans son pays et a été diplômé honoris causa et a reçu le Prix du Compas d'or. Sa réputation a rapidement dépassé les frontières et il fait partie, depuis 2002, de l'Automotive Hall of Fame après avoir été désigné, en 1999, Car Designer du Siècle, prix remis à Las Vegas par un jury de 120 journalistes et experts internationaux.
Parmi ses activités en dehors de l'automobile, on peut citer sa participation active à l'organisation des Jeux olympiques d'hiver de 2006 qui se sont tenus à Turin. Il est également l'auteur des aménagements de la promenade de Porto Santo Stefano, chef-lieu de Monte Argentario en Toscane ainsi que du ballon de basket utilisé par la FIBA depuis 2004.

## Carrière
Giugiaro a travaillé pour les studios de design suivants :
- Bertone (1960 - 1965)
- Ghia (1966 - 1968)
- Italdesign Giugiaro (1969 - 1997)

## Créations marquantes

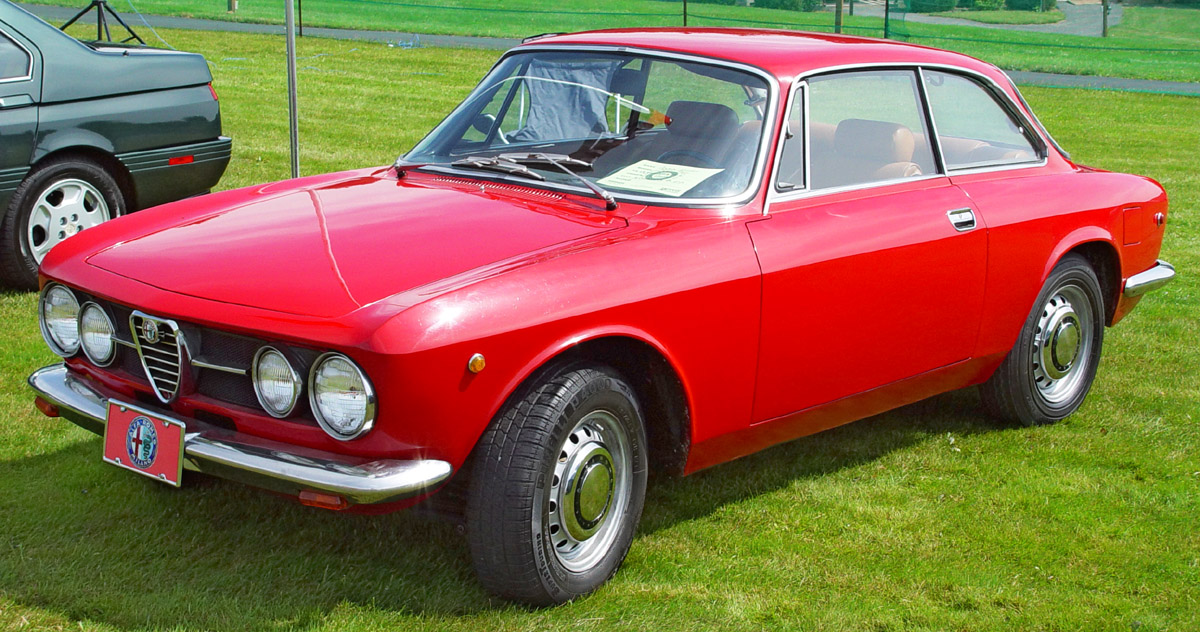
Coupé Alfa Romeo Giulia GT 2000 Veloce.

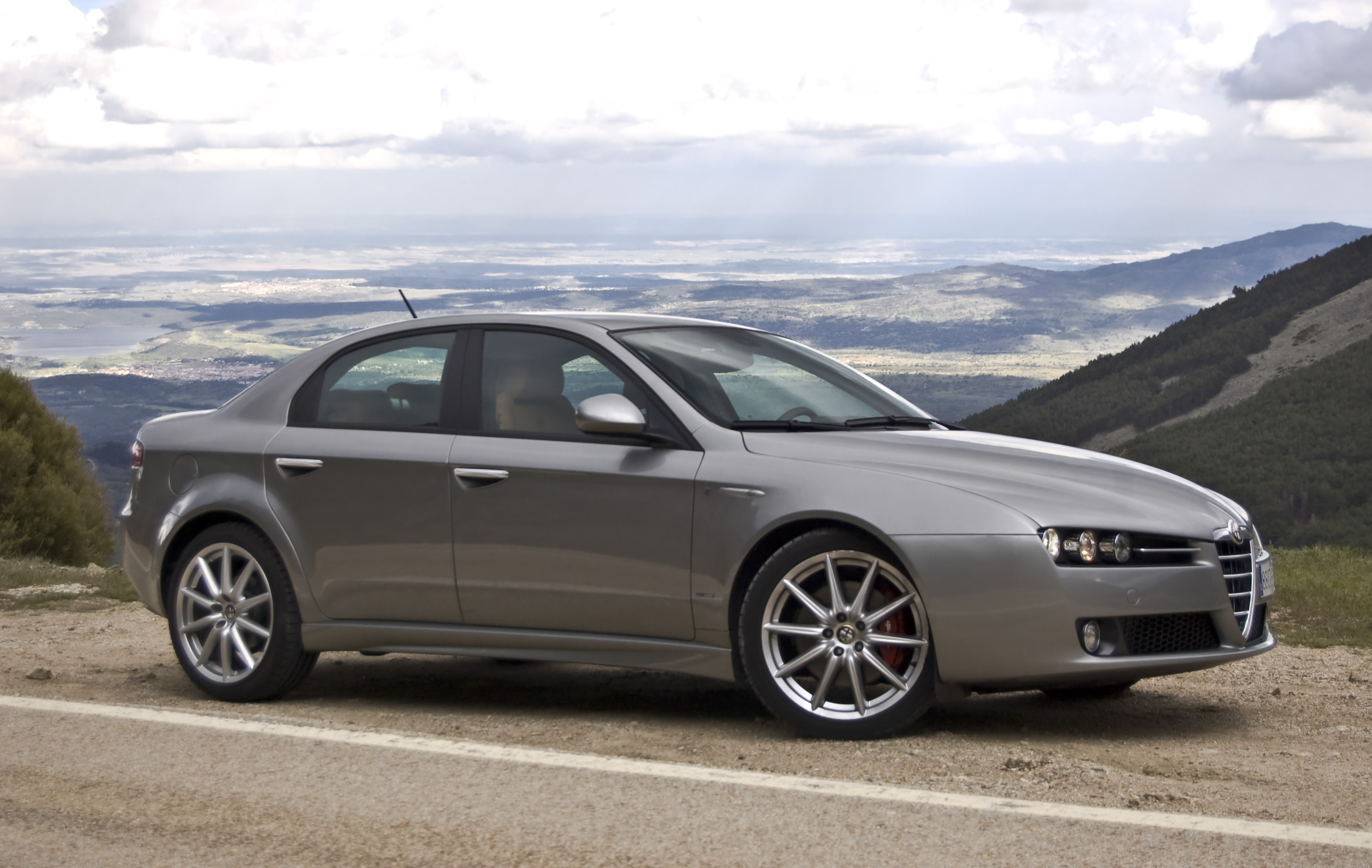
Alfa Romeo 159 berline

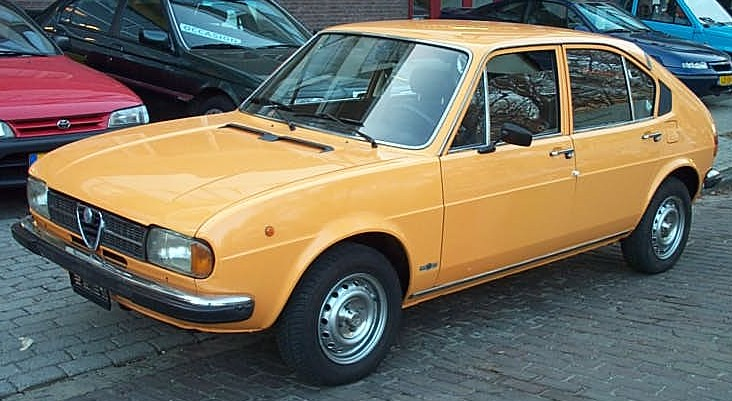
Alfa Romeo Alfasud

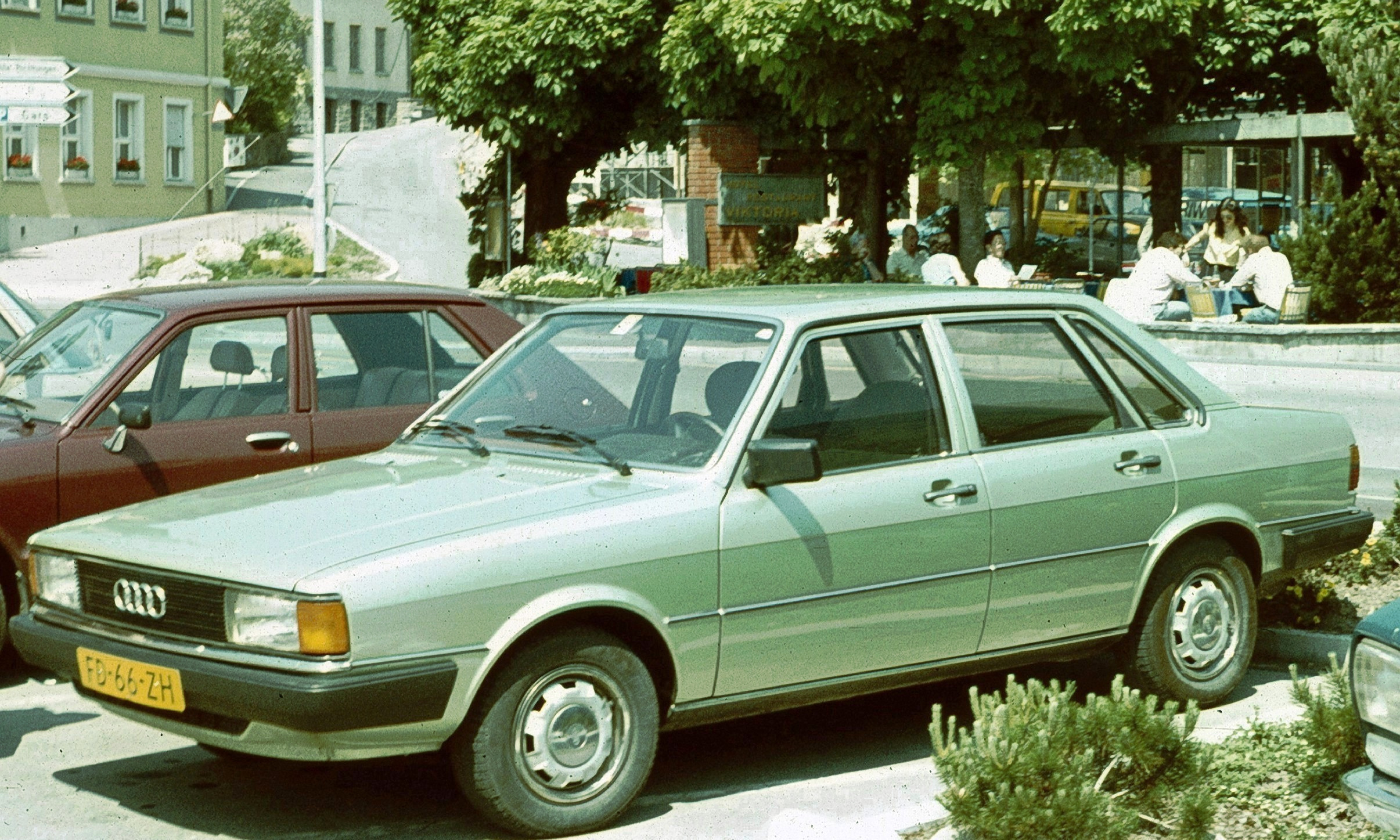
Audi 80

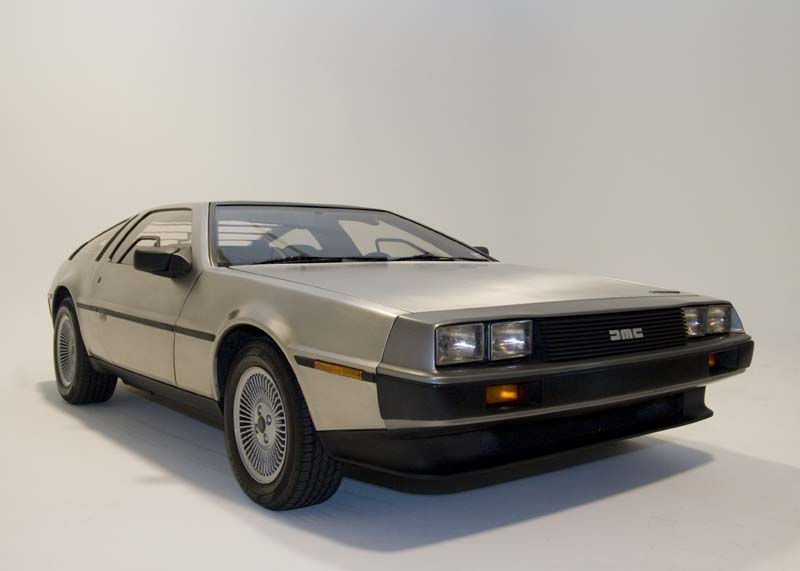
DeLorean DMC-12.

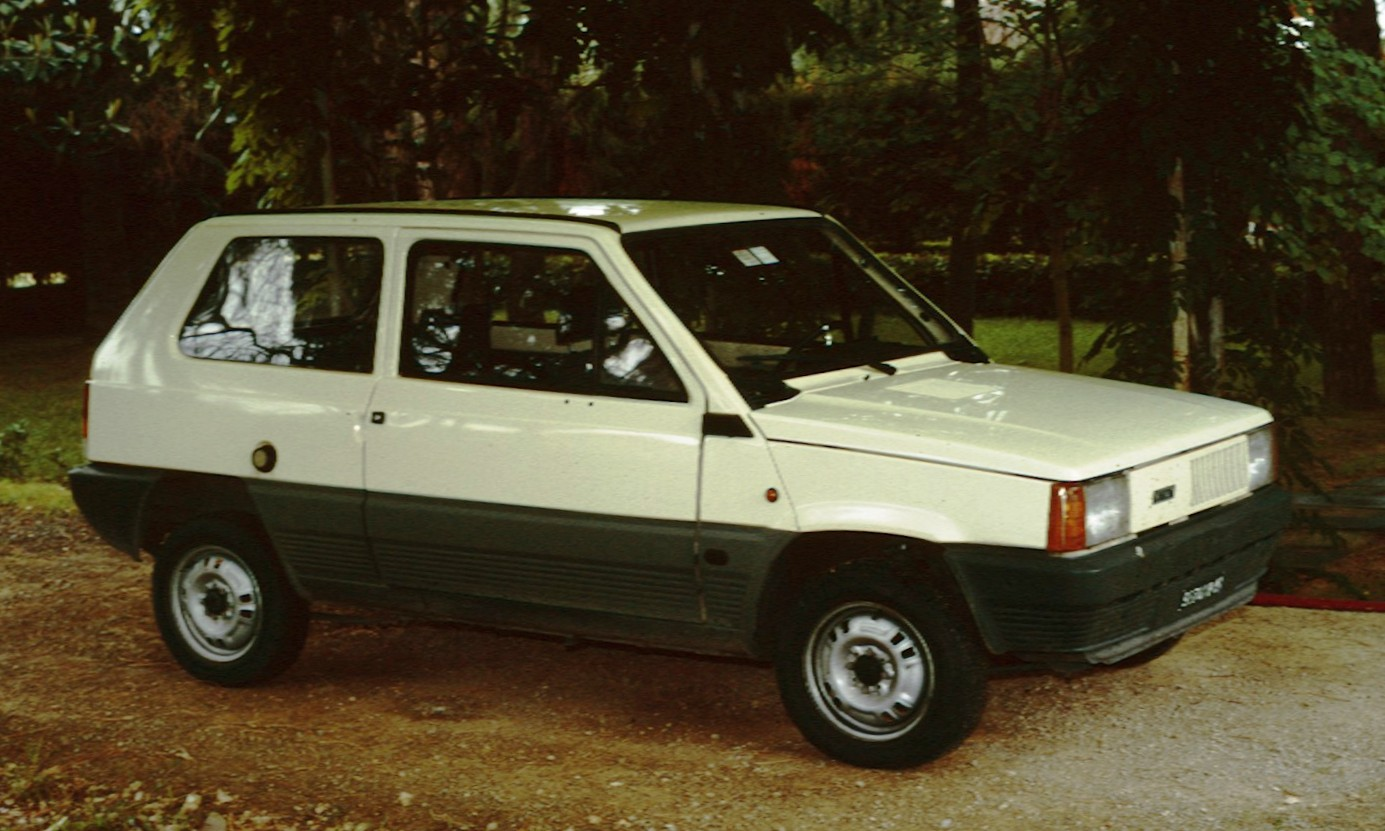
Fiat Panda

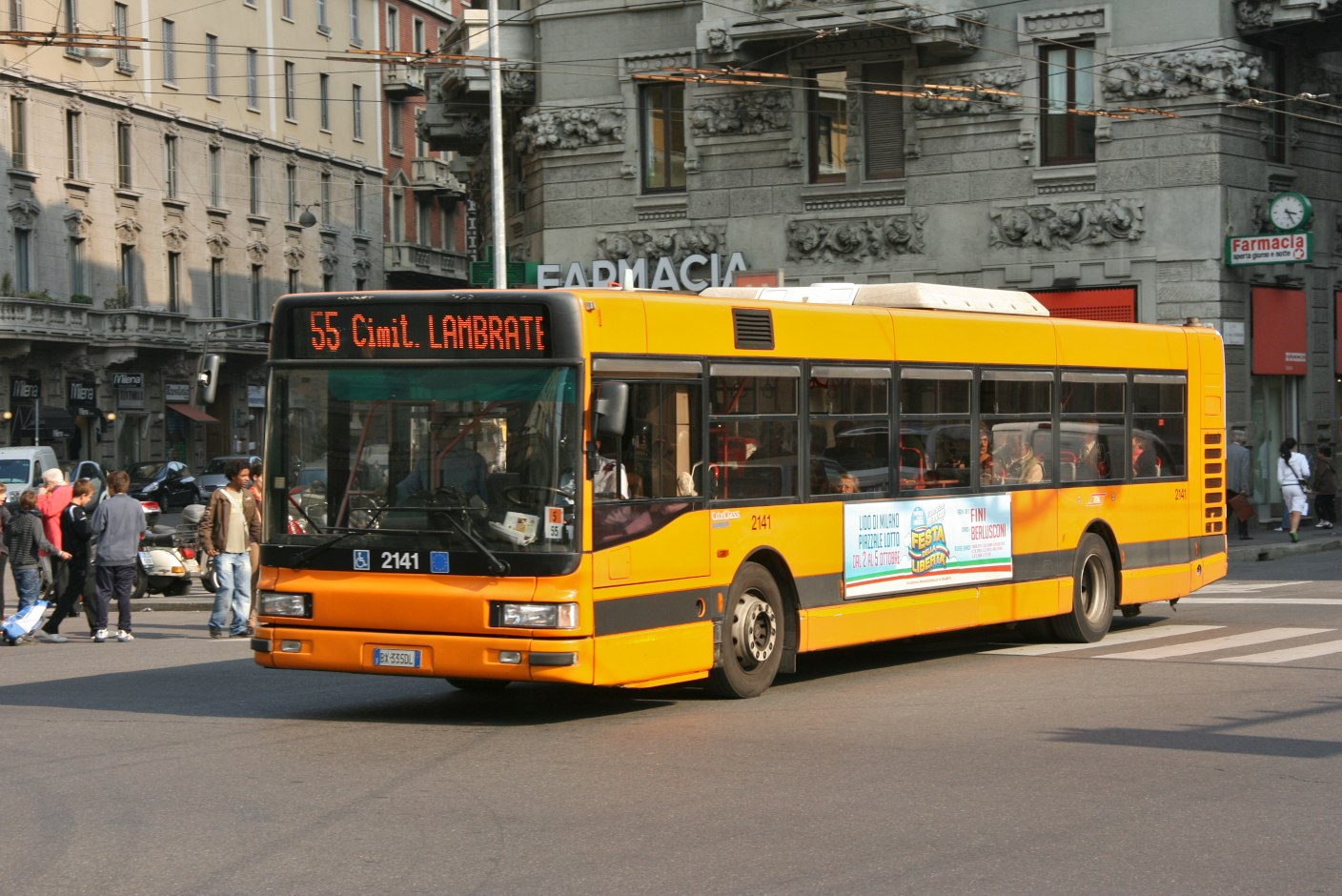
Iveco 491 CityClass (1996)

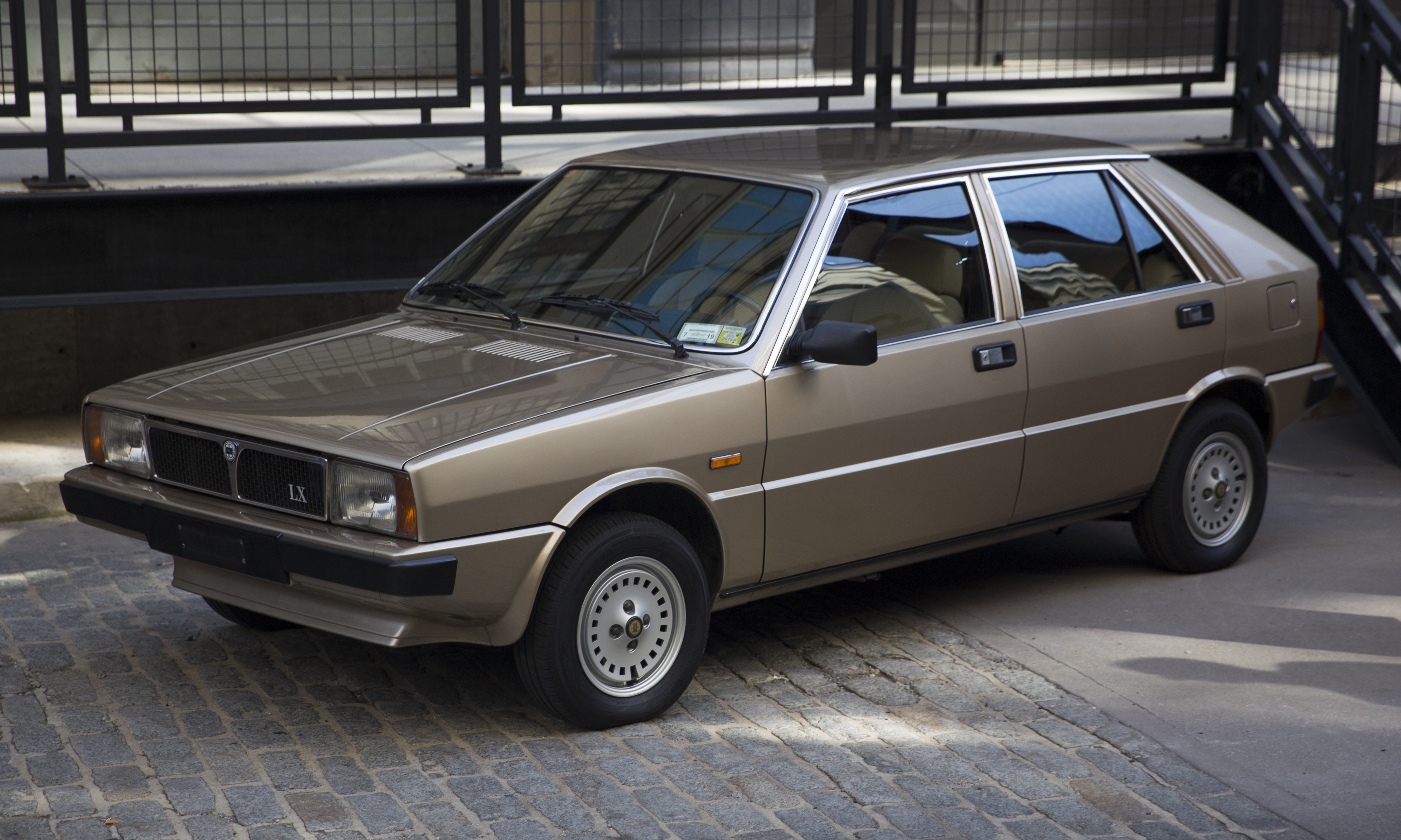
Lancia Delta

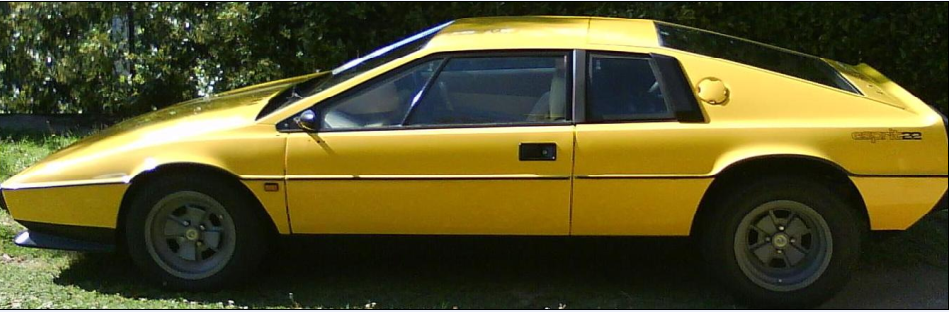
Lotus Esprit

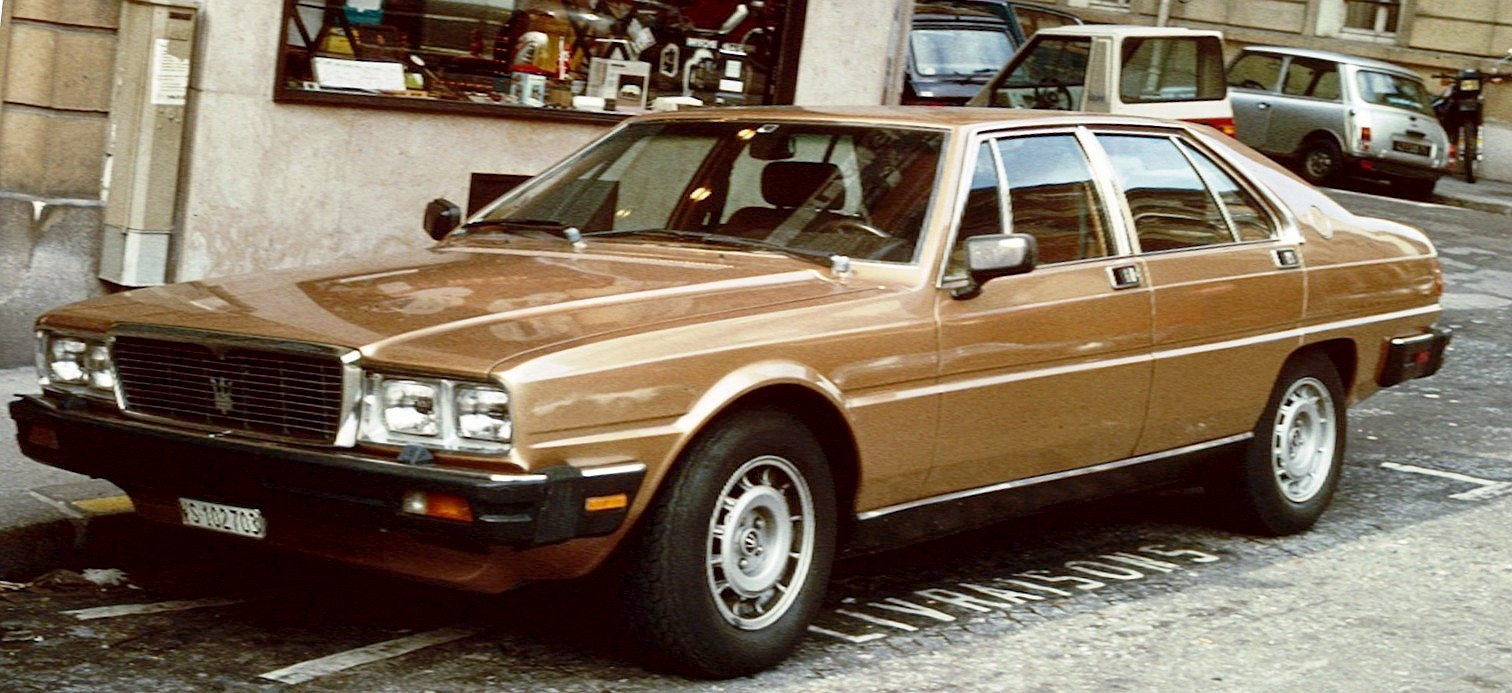
Maserati Quattroporte III

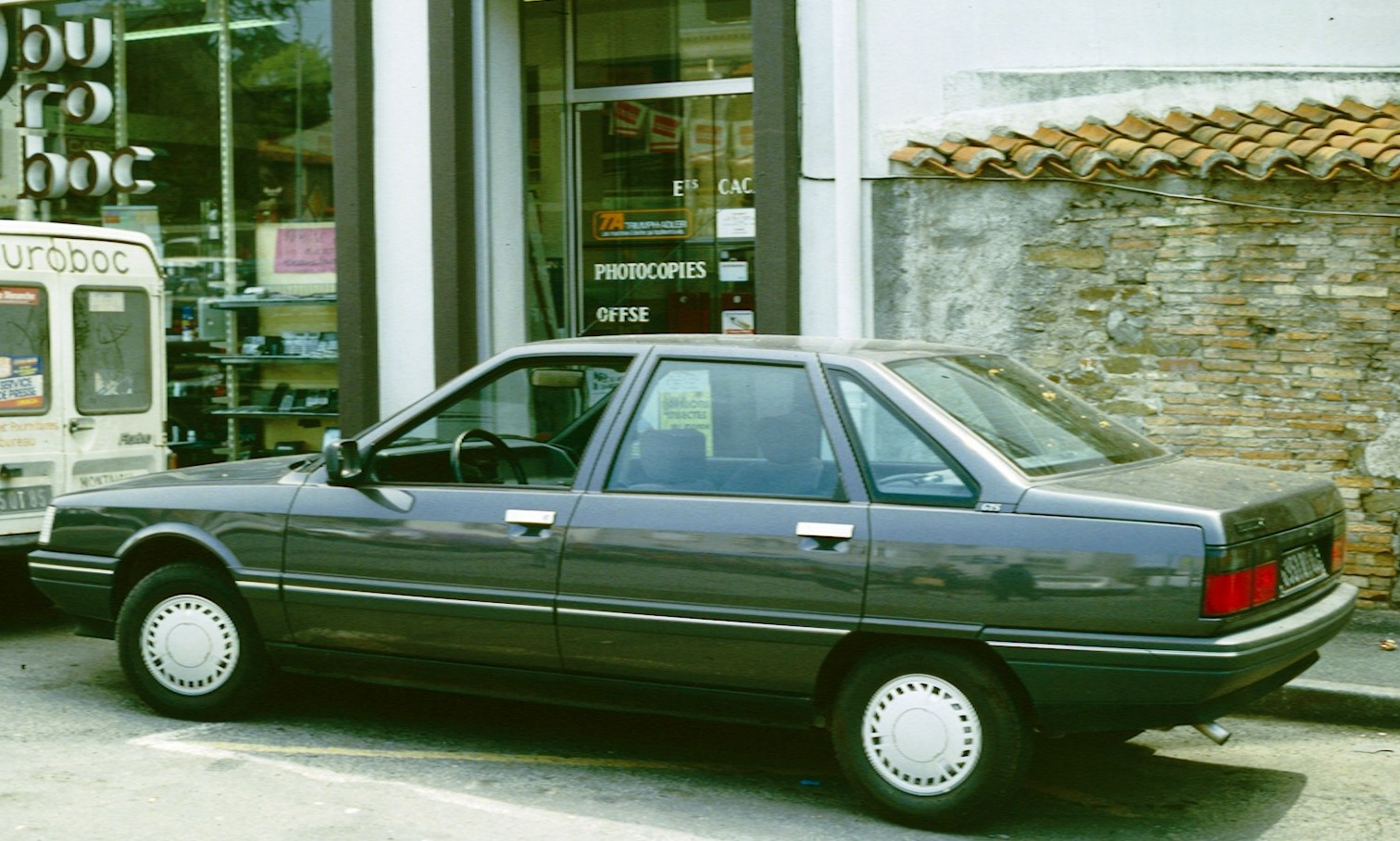
Renault 21

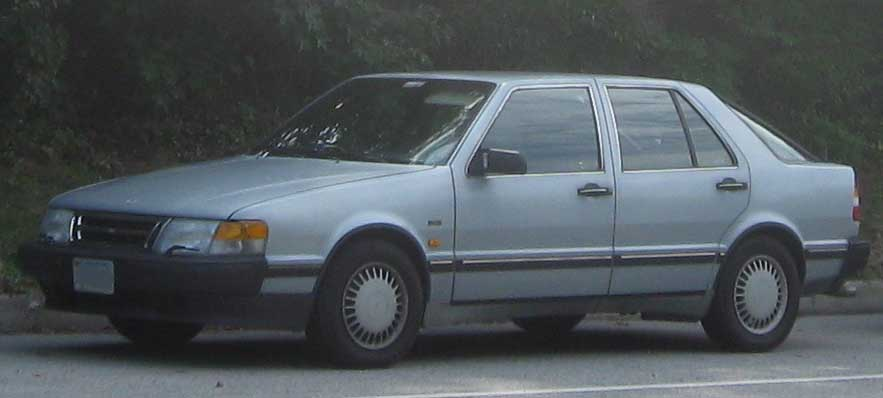
Saab 9000

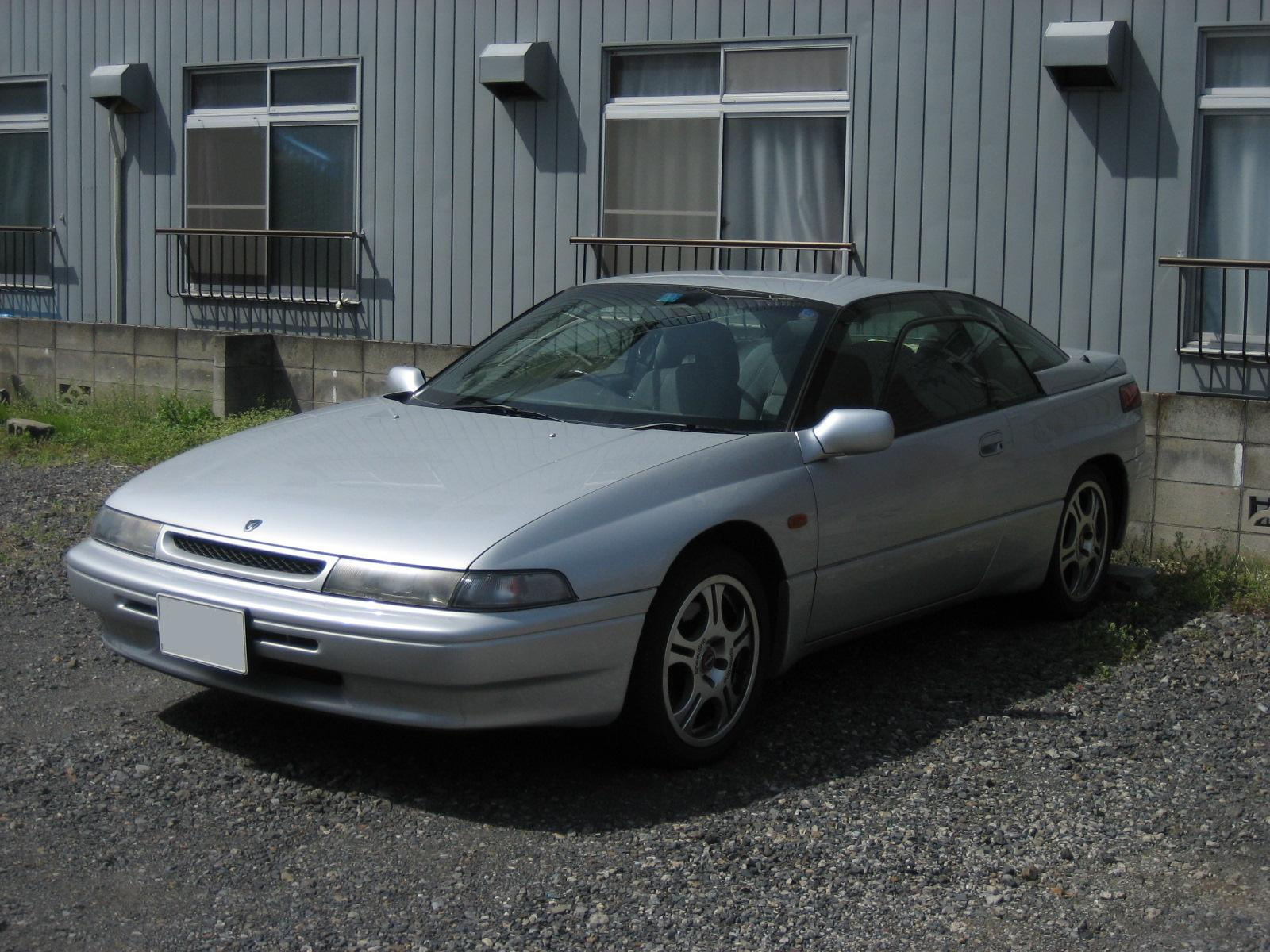
Subaru SVX

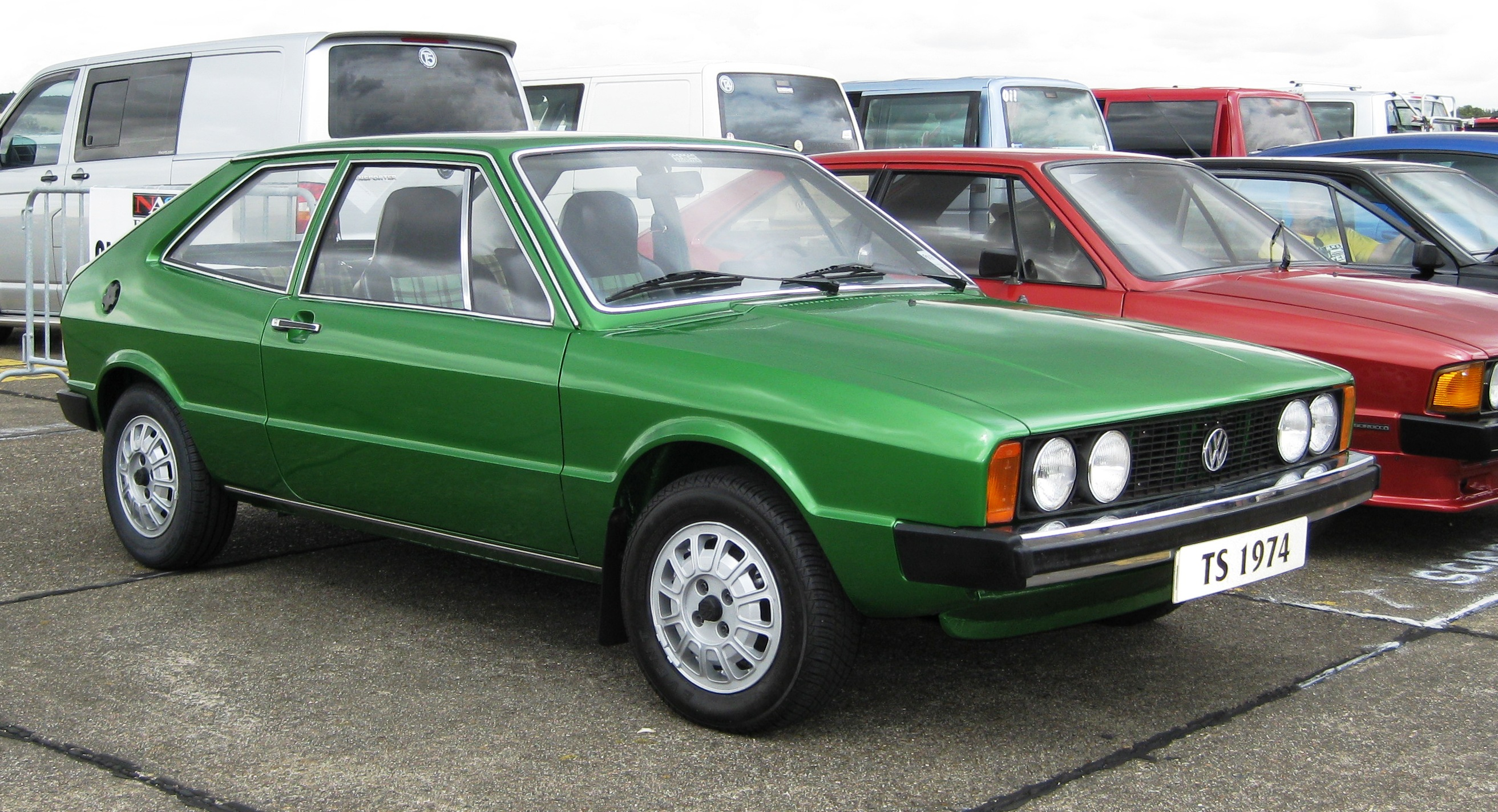
Volkswagen Scirocco

Parmi ses créations les plus connues, on compte les modèles suivants :
Alfa Romeo :
- Giulia GT (1963)
- Alfetta GTV (1974)
- Alfasud (1972)
- 156 et 156 SportWagon de troisième génération (2003)
- 159 et 159 SportWagon (2005)
- Brera (2006)

American Motors :
- AMC Eagle Premier (1988)

Audi :
- Audi 80 (1976)

Bugatti Automobiles SAS :
- EB118 (1998)
- EB218 (1999)
- EB18/3 Chiron (1999)

De Lorean :
- DMC-12 (1981)

Dodge :
- Dodge Monaco V (1990)

GM Daewoo Motors :
- Matiz (1999)
- Leganza (1997)
- Magnus (2000 et 2003)
- Kalos (2002)
- Lacetti (2004)

Ferrari :
- Ferrari 250 GT Bertone

Fiat :
- Dino (1967)
- 850 Spider
- Panda (1980)
- Uno (1983)
- Punto (1993)
- Palio/Siena (2001-2004)
- Grande Punto (2005)
- Croma (2005)
- Sedici (2006)

Gordon-Keeble :
- Gordon Keeble GT (1960)

Hyundai Motor :
- Pony (1974)

Isuzu :
- 117 Coupe (1968)
- Piazza (1981)

Iveco :
- CityClass bus (1996)
- Daily (2006)

Lamborghini :
- Calà

- Marco Polo

Lancia :
- Delta (1979)

Lotus :
- Esprit (1973)

Maserati :
- Ghibli
- Medici concept (1974)
- Medici II concept (1976)
- Quattroporte III (1979)
- 4200 GT Maserati Coupé
- 3200 GT (1998-2001)

Nissan :
- Micra (1982)

Renault :
- R 19 (1988)
- R 21 (1986)

Saab :
- Saab 9000 (1984)

SEAT :
- Ibiza I (1986)

Subaru :
- Alcyone SVX (1991)

Suzuki :
- Suzuki SX4 (2006)

Toyota :
- Aristo (1991)

Volkswagen :
- Passat I (1973)
- Golf I (1974)
- Scirocco I (1974)